# Phytomyza tottoriensis
Phytomyza tottoriensis är en tvåvingeart som beskrevs av Kuroda 1960. Phytomyza tottoriensis ingår i släktet Phytomyza och familjen minerarflugor. Inga underarter finns listade i Catalogue of Life.